# سفارديم بني أنوسيم
السفارديم بني أنوسيم (بالعبرية: בני אנוסים ספרדיים) هو مصطلح حديث يستخدم لوصف نسل وذريَّة اليهود في شبه الجزيرة الإيبيرية الذين اعتنقوا الكاثوليكية طوعًا أو قسرًا في القرن الرابع عشر والقرن الخامس عشر وقدرّت أعدادهم آنذاك بحوالي ربع مليون. بقي الغالبية العظمى من المتحولين إلى المسيحية في إسبانيا والبرتغال، وتقدر ذريتهم في كل من هذه البلدان بالملايين، وبقيت الغالبية العظمى منهم على الديانة المسيحية وأندمجت في الثقافة الكاثوليكية الهيسانية. في حين أن أقلية صغيرة من اليهود المتحولين إلى المسيحية قررت الهجرة، وهاجرت إلى دول إحتوت على مجتمعات كبيرة من اليهود السفارديم خاصًة في الدولة العثمانية وشمال أفريقيا والمملكة الهولندية وإيطاليا، وعقب هجرتها قررت العودة فورًا إلى اليهودية. إنتشر اليهود والمسلمين المتحولين إلى المسيحية في كافة مستعمرات الإمبراطورية الإسبانية والإمبراطورية البرتغالية في أمريكا اللاتينية وأندمجوا مع السكان المحليين الكاثوليك مما نتج عن جماعات كاثوليكية عبرانيّة.
على الرغم من أن معظم مجتمعات المتحولين من اليهودية إلى الكاثوليكية فقدت أصولها اليهودية على مدى القرون الأربعة الماضية، الا أنه حصلت بعض الإستثناءات لمجموعات تنصرّت وحافظت على تقاليدها اليهودية: منها مجتمع الجوئتا في جزيرة مايوركا، ومجتمع المارانوس في بلمونت في البرتغال. والجوئتا هي مجموعة اجتماعية دينية في جزيرة مايوركا، وهم أحفاد اليهود الذين تحولوا إلى المسيحية طوعًا أو قسرًا. مارست الجماعة تقاليد صارمة منها زواج الأقارب، كما أن العديد من ذريتهم ما تزال تمارس مسيحية الجوئتا وهي تيار مسيحي توفيقي جزء من التيار الكاثوليكي المركزي.
تُقدِّر الوكالة اليهودية لأجل إسرائيل أعداد السفارديم بني أنوسيم بالملايين. في حين حافظ السفارديم الشرقيين (البلقان وتركيا) وسفارديم شمال أفريقيا (المغرب العربي) على معتقداتهم اليهودية وتقاليدهم الدينية؛ بالمقابل أندمج سفارديم بني أنوسيم أو السفارديم الغربيين في الديانة المسيحية والثقافة الهيسبانية الإسبانية والبرتغالية.
تشير الدراسات أن حوالي 19.3% من الإسبان والبرتغاليين الكاثوليك هم سليلي أسر يهودية سفاردية تحولت للمسيحية، و10.6% هم سليلي أسر شمال أفريقية مسلمة تحولت للمسيحية. وتشير التقديرات إلى ما لا يقل عن 10% من سكان أمريكا اللاتينية ممن تنحدر أصولهم إلى شبه الجزيرة الإيبيرية هم من أصول يهودية سفاردية. وبالتالي تقدر إجمالي عدد ذرية اليهود السفارديم الذين أجبروا على تحولوا الكاثوليكية بحوالي 67.78 مليون نسمة.
في السنوات الخمسة والعشرة الأخيرة بدأت جماعات منظمة من ذرية اليهود السفارديم تظهر في البرازيل، وكولومبيا، وكوستاريكا، وتشيلي، والإكوادور، والمكسيك، وجمهورية الدومينيكان، وفنزويلا وشبه الجزيرة الإيبيرية. وقد عاد بعض أفراد هذه المجتمعات رسميًا إلى اليهودية.